# Dunavățu de Sus
Dunavățu de Sus – wieś w Rumunii, w okręgu Tulcza, w gminie Murighiol. W 2011 roku liczyła 199 mieszkańców.